# Saint Paul (Vélasquez)
Saint Paul (San Pablo) est une œuvre de jeunesse de Diego Vélasquez probablement peinte entre 1618 et 1620. Elle est conservée depuis 1944 au musée national d'Art de Catalogne à Barcelone.

## Histoire du cadre
Le tableau fut attribué par August L. Mayer comme œuvre de Vélasquez en 1921. Cette attribution est généralement admise par la critique. En 1841, la toile fut acquise par le marquis de Fuentes à Madrid. Plus tard, elle se retrouva dans la collection de Don Pedro Gil à Barcelone, que sa veuve légua au musée en 1944.
On pense qu’elle put faire partie d’une série d’apôtres, à laquelle appartenaient également le  Saint Thomas du Musée des beaux-arts d'Orléans, et la  Tête d’apôtre du Musée du Prado. C’est en ce sens que Julián Gállego rappelle l’ensemble de peintures mentionnées par Antonio Ponz dans son Voyage en Espagne de 1772. Il localisa les trois toiles dans une pièce contiguë du prieuré du Monastère de la Cartuja de Séville où étaient gardées « plusieurs peintures d’apôtres qui, si elles sont de Velázquez, pourraient avoir été peintes à ses débuts ». D’autres toiles d’apôtres attribuées à Vélasquez sont citées dans un inventaire fait en 1786 des peintures du couvent Saint-Herménégilde de Madrid. Cependant, la relation entre ces œuvres et celles conservées n’est pas documentée. Le fait que l’apôtre Thomas soit représenté rigoureusement de profil alors que Paul est presque de face, semble s’opposer l’idée de répétition que supposent les séries. C'est pour cette raison que José López-Rey les inventorie de façon séparée.

## Description de la toile
Le saint est représenté presque face au spectateur, assis de trois quarts, dans un ample manteau aux tons verdâtres qui couvre une tunique rouge et d’où se détachent les profonds plis qui donnent au tissu une sensation de pesanteur. Le traitement de la matière, les tons terreux, la lumière dirigée et la mise en évidence du visage montrent le degré de naturalisme atteint par le peintre dès cette époque. Ces éléments peuvent être mis en relation avec d’autres séries d’apôtres et de philosophes de José de Ribera. Cependant, leur exécution est très inégale, d’une représentation corporelle peu sûre. La tête naturelle et le poids du tissu recouvrent des pierres sans volume. Le visage possède des traits ressemblant à d’autres personnages du peintre, comme ceux du  déjeuner ou celle de Tête d’apôtre, mais également à certaines œuvres d’autres artistes, telles qu’une estampe de Werner van den Valckert qui représente Platon et une gravure de Saint Paul de G. Gauw sur une composition de Jacob Matham pour la disposition générale,.
L’identification du personnage est seulement faite par l’inscription «S.PAVLVS» dans la partie supérieure, avec une graphie semblable à celle du Saint Thomas, qui appuie la thèse d’une série, bien que ces inscriptions aient pu être postérieures. Velázquez s’écarte de l’iconographie traditionnelle de saint Paul, l’une des plus codifiées de l’art chrétien, notamment en ce qui concerne le signe distinctif de l’épée, substituée par le livre à moitié caché par la cape, en allusion à ses Épîtres, mais qui font partie des attributs communs aux autres apôtres. La physionomie du saint s’écarte également de la tradition, qui le représente chauve et avec une barbe noire et pointue. Il se rapproche des indications de son maître Francisco Pacheco, qui, dans L’Art de la peinture affirme « Nous avons dit auparavant que, d’après la peinture de saint Luc, saint Pierre n’était pas chauve, et nous disons la même chose de saint Paul, bien que dégarni sur la partie avant du front, avec des cheveux et une barbe noire »